# 布比延島海戰
布比延岛海战（英语：Battle of Bubiyan），是海湾战争期间，多国联军在科威特布比延岛附近对伊拉克海军的一次作战。
1991年1月29日晚，伊拉克海军舰艇启航，试图前往伊朗水域避难。联军发现后出动飞机拦截，凭借绝对的空中优势几乎摧毁了全部舰艇。此次行动还被称为“布比延岛猎火鸡”。

## 背景
伊拉克海军的主要作战方式包括导弹袭击、水雷战和商船袭击。伊拉克海军库存中有13艘导弹艇，包括7艘苏制蚊子级导弹艇，可发射冥河反舰导弹；5艘自科威特俘获的德制TNC-45导弹艇；1艘德制FPB-57导弹艇。后两者可发射飞鱼反舰导弹。伊拉克海军还拥有一些小型巡逻艇、布雷艇、波尔诺克尼级小型登陆舰和辅助船只。
联军计划消除伊拉克海军的威胁，以便航母编队可以在波斯湾更北边活动，同时使联军的扫雷艇可以安全地进行扫雷，为两栖登陆开辟通道。行动的总指挥中心起初设在中途岛号航空母舰上。1月17日，突击者号航空母舰到达波斯湾，指挥中心于21号转移其上。联军使用舰载机和陆基机进行巡逻。

## 战斗经过
1月29日下午，英国皇家空军一架美洲豹攻击机侦察到15艘伊拉克巡逻艇向南驶去。来自格洛斯特号 (D96)、卡迪夫号 (D108)和Brazen号 (F91)的山猫直升机利用海贼鸥反舰导弹击沉或击伤两艘，其他船只溃散到科威特港口。截至晚上，联军飞机击沉或重创了剩下的舰艇。
根据伊拉克方面的报告，1月29日夜，伊拉克海军指挥部在乌姆盖萨尔秘密集结了9艘舰艇，包括4艘导弹艇、3艘登陆舰、1艘炮艇和1艘扫雷艇。分三批以20分钟的间隔启航，目的地是最近伊朗港口，即230公里外的霍梅尼港。当晚11点45分，第一批舰艇出发。30日凌晨1点30分，他们遭遇了联军飞机的攻击，15分钟内1艘重创2艘沉没。剩下的舰艇开始改变航向，但还是被联军飞机跟踪到并攻击，3艘被击沉。上午11点，仅有3艘受损的船只达到伊朗，包括一艘导弹艇、一艘登陆舰和一艘炮艇，船员和舰艇皆被伊朗俘虏。
根据联军方面的报告，1月29日夜，一架A-6E在法奥半岛以南发现四艘疑似船只正向伊朗水域驶去。一架E-2C空中预警机随后接管了空域，并确认了是伊拉克舰艇。A-6向伊军舰艇投下激光导引炸弹，击沉两艘，附近一架F/A-18前来增援后击沉第三艘。此时两架战机用尽弹药，附近两架加拿大CF-18也被召唤来攻击。加拿大飞机仅携带了空对空导弹，因而只能用机炮进行扫射，加拿大战机还试图用AIM-7麻雀空对空导弹攻击舰艇但没有命中。最后一艘蚊子级导弹艇逃离到伊朗港口，上层建筑严重受损。在13个小时的时间里，联军报告了21次对伊军舰艇的攻击。在P-3C的引导下，联军飞机共击伤或击沉7艘导弹艇、3艘两栖登陆艇、1艘扫雷艇和9艘小型船只。仅有一艘蚊子级导弹艇和一艘波尔诺克尼级小型登陆舰在严重受损的状态下逃离到伊朗。
根据联军方的最终报告，布比延岛海战结束时，共有：
- 1艘 FPB-57导弹艇重创
- 2艘 TNC-45导弹艇重创
- 1艘 TNC-45导弹艇可能受损
- 3艘 蚊子级导弹艇受损（1艘逃到伊朗海域）
- 2艘 波尔诺克尼级小型登陆舰（英语：Polnocny-class landing ship）重创
- 1艘 波尔诺克尼级小型登陆舰（英语：Polnocny-class landing ship）受损但逃到伊朗海域
- 1艘 T43扫雷艇受损

截至1991年2月2日，伊拉克全部13艘可携带反舰导弹的导弹艇都失去战斗力（其中11艘被击毁），伊拉克海军不再构成主要威胁，此后仅能发动小型袭击。 :267